# Application Service Provider
Application Service Provider (ASP), även applikationsuthyrning, är en affärsrörelse som erbjuder databaserade tjänster till konsumenter över ett nätverk. Mjukvara som erbjuds via en ASP-modell kallas ibland On-demand software eller software as a service (SaaS). Den striktaste betydelsen av affärsrörelsen är att man erbjuder tillgång till ett speciellt applikationsprogram med ett standardprotokoll som HTTP.
Behovet för ASP har utvecklats från de ökande kostnaderna för specialiserad mjukvara som har överskridit vad små och halvstora affärsrörelser klarar av. Likaså har mjukvarors växande komplexitet lett till enorma kostnader i att distribuera mjukvaran till slutanvändare. Genom ASP kan komplexiteten och kostnaden för sådan mjukvara minskas. Därutöver har problemen med uppgradering eliminerats från slutanvändaren genom att placera ansvaret på ASP:n att bibehålla uppdateringstjänster, teknisk support, fysisk och elektronisk säkerhet och inbyggd support för affärskontinuitet och flexibelt arbetande.
Denna marknads vikt reflekteras av dess storlek. Beräkningar från USA från 2003 att marknaden ligger mellan 1½ och 4 miljarder amerikanska dollar. Klienter för ASP-tjänster inkluderar företag, regeringsorganisationer, ideella organisationer och medlemskapsorganisationer.

## Företagstjänster
För mindre företag erbjuds ASP-tjänster som innebär att man inte behöver installera någon server eller backup lokalt på arbetsplatsen. I stället för att köra programmen i arbetsdatorn kopplar man upp sig via Internet till en virtuell dator som är ihopkopplad med företagets övriga datorer i ett likaså Virtuellt privat nätverk (VPN). Företaget betalar en avgift för varje dator och för de program som finns installerade. 
Fördelen med detta upplägg är att man frigör kostnader för hård- och mjukvara och i stället betalar för en tjänst som är anpassad till behoven. Service och support sköts av ASP:n. Man kan även koppla upp sig från andra datorer, t.ex. vid arbete från hemmet. Eftersom alla filer och program lagras hos ASP:n finns de tillgängliga oavsett var användaren sitter för tillfället. Nackdelarna kan vara att säkerheten blir lidande om utomstående personer får tillgång till inloggningsuppgifter.

## Privatpersoner
Vissa program och andra tjänster erbjuds gratis eller till låg kostnad för privatpersoner. För den enskilde är det stora fördelar med att slippa köpa och uppgradera program på sin privata dator. Det är också en stor fördel att komma åt tjänsterna från olika datorer och att man inte behöver överföra några data vid byte av dator. De mest använda tjänsterna som skulle kunna räknas som ASP-tjänster är webbpost som Hotmail och Gmail. Dessa finns numera integrerade med användarprogram för ordbehandling och kalkylprogram.